# Deudorix mariana
Deudorix mariana är en fjärilsart som beskrevs av Gustaaf Hulstaert 1924. Deudorix mariana ingår i släktet Deudorix och familjen juvelvingar. Inga underarter finns listade i Catalogue of Life.